# Decalepis salicifolia
Decalepis salicifolia är en oleanderväxtart som beskrevs av Richard Henry Beddome och Venter. Decalepis salicifolia ingår i släktet Decalepis och familjen oleanderväxter. Inga underarter finns listade i Catalogue of Life.